# 5 de mayo
El 5 de mayo es el 125.º (centésimo vigesimoquinto) día del año en el calendario gregoriano y el 126.º en los años bisiestos. Quedan 240 días para finalizar el año.

## Acontecimientos
- 553: Comienza el Segundo Concilio de Constantinopla.
- 985: El caudillo andalusí Almanzor parte de Córdoba con un numeroso ejército con el objetivo de arrasar el Condado de Barcelona.
- 1442: Juan II de Aragón pacta con la nobleza en el marco de las Cortes.
- 1487: en España, Boabdil es llevado en triunfo al palacio de La Alhambra, reintegrándosele en el trono granadino mientras El Zagal se retira a Almuñécar (Granada).
- 1494: en el mar Caribe, Cristóbal Colón llega a la actual isla de Jamaica.
- 1518: en la costa de México, Juan de Grijalva descubre las islas de Yucatán.
- 1545: en España, Carlos I de España crea el Archivo General de Simancas.
- 1622: en la isla Zante (en el mar Jónico) 37°36′N 21°00′E / 37.6, 21 se produce un terremoto de magnitud 6,6 en la escala de Richter y de 9 grados en la escala de Mercalli.
- 1679: se firma la Paz de Nimega, tratado que pone fin a la guerra entre la Francia de Luis XIV y las potencias aliadas de España, Países Bajos y el Imperio alemán.
- 1721: se funda Municipio Cortazar (Guanajuato)
- 1789: dos buques mercantes ingleses son apresados por naves de la Armada española como protesta por la ocupación inglesa de la bahía de Nutca.
- 1789: apertura de los Estados Generales en Versalles.
- 1808: Napoleón Bonaparte y Carlos IV de España firman un convenio por el que este renunciaba a su corona en favor del emperador francés.
- 1821: en la isla de Santa Helena (en el océano Atlántico) muere Napoleón Bonaparte.
- 1835: entre las ciudades de Bruselas y Malinas se inaugura la primera línea férrea belga.
- 1862: en la batalla de Puebla, el ejército mexicano —al mando del general Ignacio Zaragoza— derrota a las tropas intervencionistas francesas.
- 1867: en Chile se crea la comuna de Coquimbo.
- 1880: León Favre solicita patente para un nuevo sistema de color en la fotografía.
- 1887: en Lima (Perú) se crea de la Academia Peruana de la Lengua.
- 1890: en España se promulga la Ley de Sufragio universal.
- 1898 en México es fundada por el almirante Othón Pompeyo Blanco Núñez de Cáceres el pueblo  de "Payo Obispo" que más tarde sería la ciudad de Chetumal capital del Estado de Quintana Roo
- 1902: en Murcia se produce un terremoto. Varios edificios se desploman.

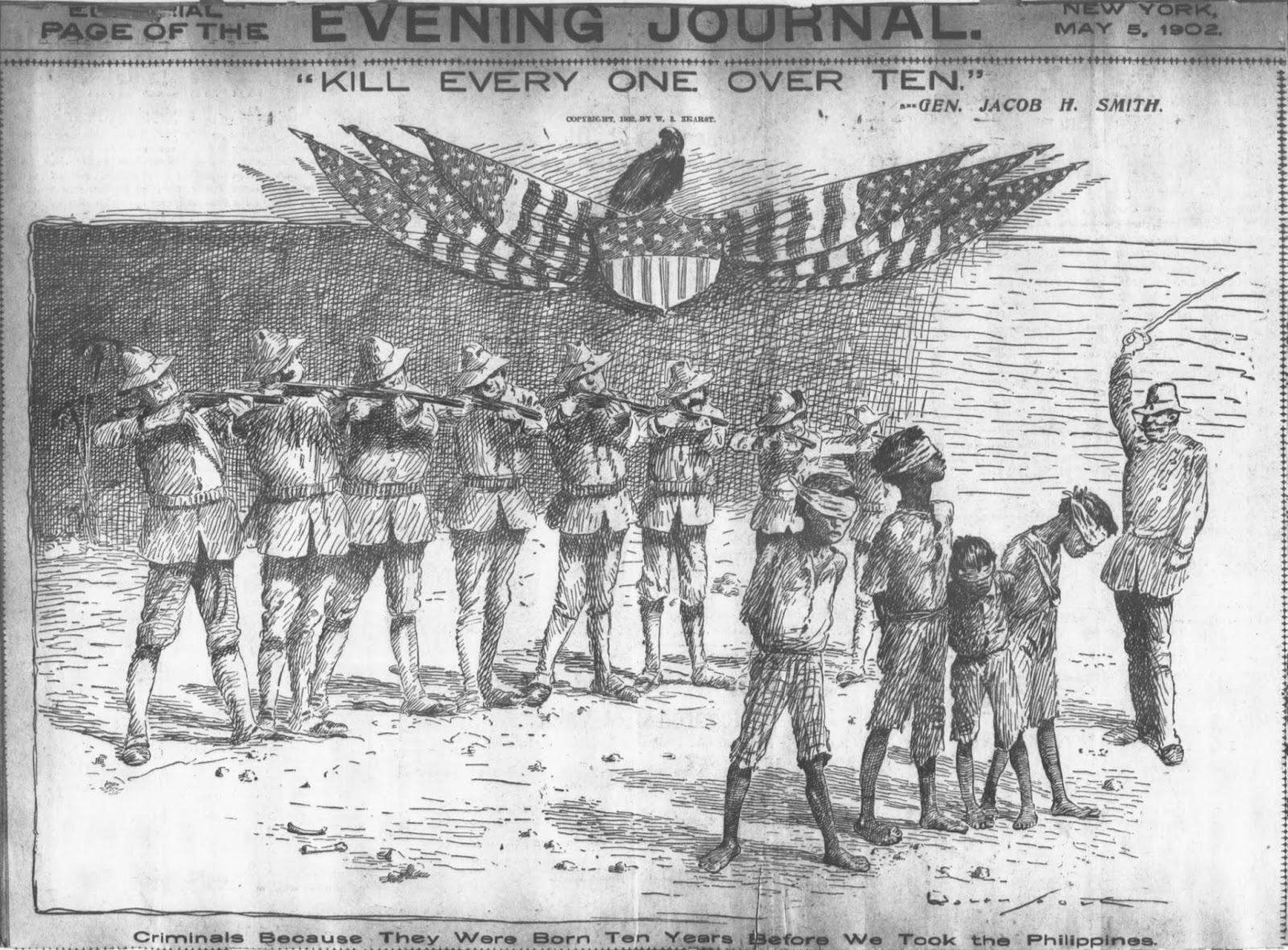
«Maten a todos los que tengan más de diez. Son delincuentes debido a que nacieron diez años antes de que invadiéramos las Filipinas» (Jacob H. Smith, general estadounidense); publicado en el New York Journal, 5 de mayo de 1902.

- 1902: en Nueva York se publican denuncias contra el Genocidio filipino perpetrado desde el 4 de febrero de 1899 por el Gobierno estadounidense. Hacia 1913 los militares estadounidenses habrán asesinado a más de un millón de civiles.
- 1903: el ministro de Asuntos Exteriores del Reino Unido, Henry Petty-Fitzmaurice, declara que el golfo Pérsico pertenece a la frontera de la India.
- 1904: en Roma, la visita del presidente francés Émile Loubet al rey italiano Víctor Manuel III provoca el conflicto entre la curia y el Gobierno francés.
- 1904: Denton True Young “Cy” Young, de 37 años, lanzó el primer juego perfecto en la historia moderna de las Grandes Ligas de Béisbol

- 1905: en Santa Fe (Argentina), se crea el Club Atlético Colón de Santa Fe, uno de los más importantes equipos del interior del país.
- 1912: en Tortosa (Tarragona) se inaugura el canal del Ebro.
- 1912: se inauguran los Juegos Olímpicos de Estocolmo, oficialmente conocidos como los Juegos de la V Olimpiada.
- 1913: Austria e Italia renuncian a invadir Albania.
- 1920: en Madrid, Eduardo Dato forma un Gobierno de signo conservador.
- 1921: la conferencia de Londres lanza un ultimátum a Alemania.
- 1922: la Comisión de Vigilancia Aérea de los aliados abandona Alemania.
- 1925: en Japón se promulga la Ley de Sufragio universal.
- 1927: en Chile, el presidente Emiliano Figueroa presenta su dimisión y es sustituido por Carlos Ibáñez del Campo.
- 1930: en Madrid, la Universidad Central es cerrada tras las continuas manifestaciones estudiantiles contra la monarquía.
- 1932: los japoneses se retiran de Shanghái (China).
- 1933: en los Laboratorios Bell, situados en la localidad estadounidense de Holmdel (Nueva Jersey), Karl Jansky descubre ondas de radio provenientes del centro de nuestra galaxia (la Vía Láctea). Este descubrimiento se considera el inicio de la radioastronomía.
- 1934: la Unión Soviética y Polonia firman una prórroga del pacto de no agresión hasta 1945.
- 1935: en España, Alejandro Lerroux forma su quinto Gobierno. La CEDA obtiene cinco carteras y Gil-Robles es nombrado ministro de la Guerra.
- 1936: tropas italianas entran en Adís Abeba y Mussolini declara que Etiopía es italiana.
- 1936: se celebra la primera etapa de la Vuelta Ciclista a España.
- 1936: en Caspe (Zaragoza) comienzan las tareas de un congreso pro-estatuto aragonés.
- 1936: en China entra en vigor la nueva constitución.
- 1939: en el Teatro Poliorama de Barcelona se estrena el drama de Eduardo Marquina La santa hermandad.
- 1939: en Alicante es fusilado el catedrático Eliseo Gómez Serrano.
- 1940: en Londres se forma un Gobierno noruego en el exilio.
- 1941: el emperador Haile Selassie regresa a Adís Abeba, capital de Etiopía.
- 1943: en Europa, el general Williams Key asume el mando estadounidense.
- 1944: en India, Gandhi es liberado tras 21 meses de arresto.
- 1945: en Praga se produce un levantamiento antifascista que acelera el fin de la Segunda Guerra Mundial.
- 1948: en Israel, David Ben Gurión preside la primera reunión del Gobierno.
- 1949: se firma el Tratado de Londres, el Estatuto del Consejo de Europa, con la base normativa del Consejo de Europa.
- 1950: comienza la primera vuelta ciclista de Colombia.
- 1954: en una barcaza sobre el cráter de la bomba Unión (detonada el 25 de abril), en el atolón Bikini, Estados Unidos detona la bomba de hidrógeno Yankee, de 13 500 kilotones. En comparación, la bomba Fat Man ( la del ataque a Nagasaki) fue de 22 kilotones
- 1955: la República Federal de Alemania recupera la plena soberanía.
- 1955: en el Sitio de pruebas de Nevada, Estados Unidos detona su bomba atómica Apple-2, de 29 kt, la penúltima de las 14 bombas de la operación Teapot, y la n.º 64 de 1054 bombas que Estados Unidos detonó entre 1945 y 1992.
- 1957: en Túnez, el Partido Neo-Destour consigue la victoria en las elecciones.

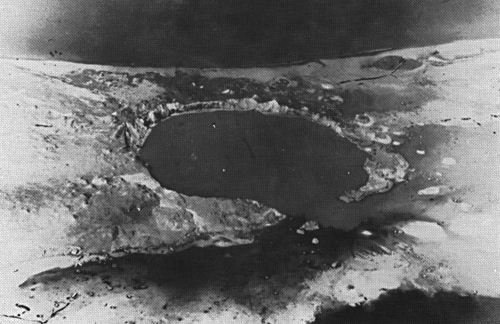
Cráter dejado por la explosión de la bomba nuclear estadounidense Cactus.

- 1958: en la isla Runit del atolón Eniwetak (islas Marshall, en medio del océano Pacífico), Estados Unidos hace explotar su bomba atómica Cactus, de 18 kt. El cráter más tarde se cubrirá de tierra y escombros contaminados y se cubrirá con una cúpula de concreto, llamada «Domo de la Cactus». Es la segunda de las 35 bombas de la operación Hardtack I, y la bomba n.º 123 de las 1054 que Estados Unidos detonó entre 1945 y 1992.
- 1958: el vicepresidente de Estados Unidos, Richard Nixon, visita Bolivia.
- 1959: Pier Paolo Pasolini publica su novela Una vida violenta.
- 1960: Incidente del U-2: en el espacio aéreo de la Unión Soviética, la defensa antiaérea derriba a un avión espía Lockheed U-2 de las Fuerzas Aéreas estadounidenses.
- 1961: Estados Unidos lanza al espacio su primer nave espacial tripulada; el piloto fue Alan B. Shepard.
- 1964: Israel realiza su primer intento de desviar las aguas del Jordán hacia el desierto del Néguev.
- 1965: en el aeropuerto de Tenerife Norte (Tenerife) se estrella un avión y mueren 32 personas
- 1971: la OEA concede al violonchelista español Pau Casals el título de Ciudadano de Honor de las Américas.
- 1971: Nació el personaje ficticio de Friends, Rachel Green.
- 1973: en Madrid, es presentado el Airbus 300.
- 1974: en la primera vuelta de las elecciones francesas, François Mitterrand obtiene el 42% de los votos y Valéry Giscard d'Estaing el 32,9%.
- 1979: se da a conocer la posibilidad de destruir las piedras del riñón por medio de ondas de choque gracias a un aparato creado por la empresa Dornier (Véase litiasis).
- 1979: se funda Club de Deportes Cobresal, equipo profesional del fútbol chileno.
- 1980: en Grecia, Constantinos Karamanlís es elegido presidente.
- 1982: en España, la banda terrorista ETA asesina a Ángel Pascual Mugica, director de la central nuclear de Lemóniz.
- 1984: en Luxemburgo, la canción Diggi-loo, diggi-ley de los hermanos Herreys, gana por Suecia la XXIX Edición de Eurovisión.
- 1984: en la Cuenca del Plata, entra en funcionamiento la Represa de Itaipú.
- 1987: en Venecia el Ayuntamiento decide limitar el número de turistas que entran en la ciudad, a causa de la degradación del medio urbano.
- 1989: en la Ciudad de México se funda el Partido de la Revolución Democrática.
- 1989: en Irak realizan un atentado contra el presidente Saddam Hussein, en el que muere su ministro de Defensa, Adnan Jairallah Talfah.
- 1990: en Zagreb, la canción Insieme 1992, del italiano Toto Cutugno resulta vencedora en la 35.ª edición de Eurovisión.
- 1990: Juan Pablo II inicia una nueva visita a México. Dos días después México y la Santa Sede restablecen relaciones diplomáticas tras 130 años de ruptura.
- 1991: en Avellaneda (provincia de Buenos Aires) juega su último partido de fútbol Ricardo Enrique Bochini, jugador emblemático del Club Atlético Independiente.
- 1992: en Crimea, el Parlamento proclama la independencia.
- 1994: en Cuba, Fidel Castro anuncia la confiscación de «bienes ilegítimos» y limita el trabajo por cuenta propia.
- 1996: en Taba comienza la apertura de la tercera y última fase del proceso de paz entre Israel y la OLP.
- 1996: José María Aznar jura ante el rey Juan Carlos como presidente español.
- 1998: en Libia, Manuel Fraga se declara en contra del aislamiento y embargo de Gaddafi.
- 1998: en Barcelona, once años después del atentado perpetrado por ETA en los almacenes Hipercor, 12 de los afectados reciben 106 millones de pesetas de indemnización.
- 1999: Elsa Ávila asciende al Monte Everest, siendo la primera mujer mexicana y latinoamericana en lograr la hazaña.[1]
- 2000: conjunción de todos los planetas conocidos en la Antigüedad (Mercurio, Venus, Marte, Júpiter, Saturno, la Luna y el Sol).
- 2000: Se estrena en cines la película Gladiator, de Ridley Scott, protagonizada por  Russell Crowe y Joaquin Phoenix
- 2000: no ocurre el cataclísmico deslizamiento de la capa de hielo que cubre la Antártida, profetizado en 1997 por el escritor estadounidense Richard Noone, que sería causado por el alineamiento planetario, y que propiciarían un deslizamiento de la corteza terrestre.[2]
- 2000: los primeros ministros del Reino Unido (Tony Blair) e Irlanda (Bertie Ahern) anuncian un plan para restablecer las instituciones autonómicas de Irlanda del Norte el 22 de mayo de 2000, fecha límite para que el IRA entregue las armas.
- 2000: en Irán, el sector reformista que apoya al presidente Muhammad Jatami vence en las elecciones legislativas.
- 2002: en Cuba, el Gobierno revolucionario libera al disidente Vladimiro Roca, tras cinco años de privación de libertad.[3]
- 2002: la Juventus de Turín gana su scudetto número 26 en la última jornada tras vencer al Udinese Calcio y caer el Inter de Milán derrotado ante la Società Sportiva Lazio.
- 2002: en Egipto, el ministro de Cultura anuncia el descubrimiento en la región de Guiza (oeste de El Cairo) de una nueva pirámide de la IV dinastía faraónica.
- 2002: en el Circuito de Jerez, el piloto español Fonsi Nieto logra la victoria en la categoría de 250 cc en el GP de España.
- 2003: en el este de Estados Unidos una serie de tornados se cobran 39 víctimas mortales.
- 2003: En Colombia, el gobernador del departamento de Antioquia, Guillermo Gaviria Correa, el exministro de defensa, Gilberto Echeverri Mejía, y ocho militares, todos ellos retenidos por el Frente 34 de las FARC, son asesinados por guerrilleros de este grupo subversivo cuando se adelantada un operativo por parte del ejército que pretendía el rescate de los rehenes. Los hechos se presentaron en inmediaciones del municipio de Urrao, suroeste del departamento de Antioquia.
- 2004: la revista científica Journal of the American Medical Association (JAMA) publica el tratamiento de un niño que padece anemia de Diamond-Blackfan, una enfermedad de la sangre, a partir de células obtenidas del cordón umbilical de su hermano recién nacido.
- 2004: en París se crea la Organización Mundial de Ciudades y Gobiernos Locales (CGLU), con sede en Barcelona.
- 2005: la multinacional IBM elige Madrid como sede para el sur de Europa.
- 2005: el poeta argentino Juan Gelman obtiene el Premio Reina Sofía de Poesía Iberoamericana por toda su trayectoria.
- 2005: científicos estadounidenses obtienen óvulos a partir de células madre adultas.
- 2006: la Guardia Civil desmantela una red internacional que se dedicaba al expolio de restos arqueológicos submarinos en España.
- 2006: en Madrid, la policía desarticula una red de clínicas médicas ilegales para ciudadanos chinos y detiene a varios falsos médicos.
- 2007: se conmemora el Día Internacional de la Lucha por la Liberación de la Marihuana. Se lleva a cabo en unas 232 ciudades alrededor de todo el mundo, 22 en América Latina.
- 2009: PopCap Games lanza el videojuego tower-defense, Plantas contra Zombis.
- 2009: en Perú, luego de 16 años de ausencia, Oechsle abrió nuevamente sus puertas en la ciudad de Huancayo.
- 2018: despega la misión InSight de la NASA rumbo al planeta Marte, teniendo como objetivo principal el descubrir la sismología de Marte.
- 2023: La OMS declara finalizada la emergencia sanitaria internacional por COVID-19.
- 2025: Microsoft cierra los servidores de Skype tras más 21 años en servicio, mudando la información y contactos de los usuario de esta plataforma a Microsoft Teams.

## Nacimientos
- 1282: Juan Manuel, noble y escritor español (f. 1348).
- 1479: Gurú Amar Das, tercer gurú sij (f. 1574).
- 1641: Cipriano Barace, misionero jesuita español (f. 1702).
- 1734: Pedro López de Lerena, político español (f. 1792).
- 1775: Pablo Morillo, militar español (f. 1837).
- 1813: Søren Kierkegaard, filósofo danés (f. 1855).

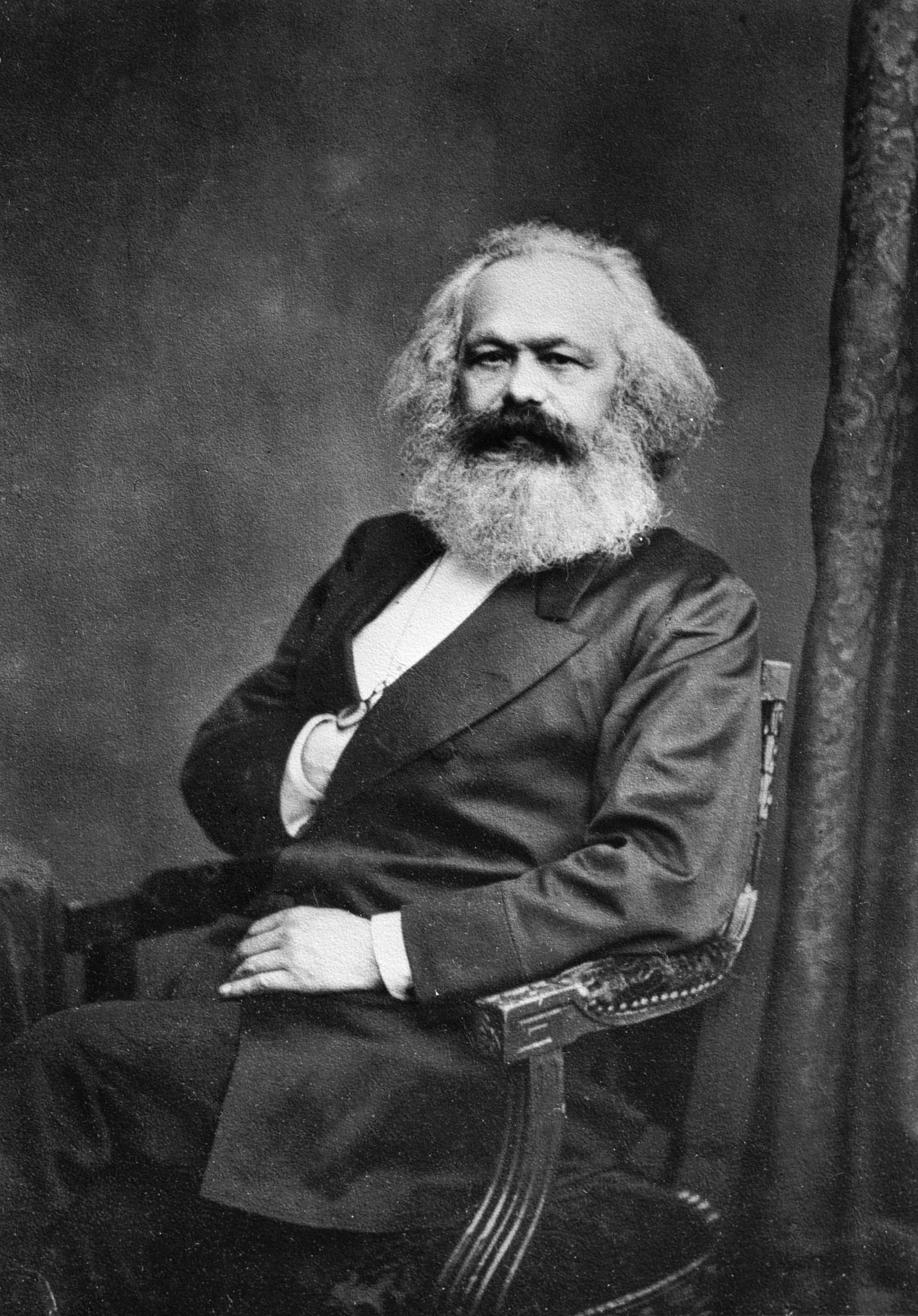
Karl Marx

- 1818: Karl Marx, pensador, sociólogo, filósofo y economista alemán (f. 1883).
- 1826: Eugenia de Montijo, aristócrata española, esposa del rey Napoleón III (f. 1920).
- 1828: Albert Marth, astrónomo británico (f. 1897).
- 1833: Soledad Acosta de Samper, escritora colombiana (f. 1913).
- 1834: Víktor Hartmann, arquitecto, escultor y pintor ruso (f. 1873).
- 1837: Anna María Mozzoni, periodista, feminista y sufragista italiana (f. 1920).
- 1846: Federico Chueca, compositor español (f. 1908).
- 1846: Lars Magnus Ericsson, inventor sueco (f. 1926).
- 1846: Henryk Sienkiewicz, escritor polaco, premio nobel de literatura en 1905 (f. 1916).
- 1864: Nellie Bly (Elizabeth Jane Cochran), periodista estadounidense (f. 1922).
- 1869: Hans Pfitzner, compositor y director de orquesta alemán (f. 1949)
- 1869: Liang Shiyi, político chino (f. 1933).
- 1874: Jean Marestan, periodista y escritor anarquista belga (f. 1951).
- 1879: Pablo González Garza, militar y político mexicano (f. 1950).
- 1881: Horace de Vere Cole, poeta, escritor y bromista Irlandés (f. 1936).
- 1882: Pío del Río Hortega, médico español (f. 1945).
- 1882: Douglas Haig, explorador australiano (f. 1958).
- 1882: Sylvia Pankhurst, activista, sufragista, pacifista internacionalista (f. 1960).
- 1883: Eleazar López Contreras, militar y político venezolano, presidente de Venezuela entre 1935 y 1941 (f. 1973).

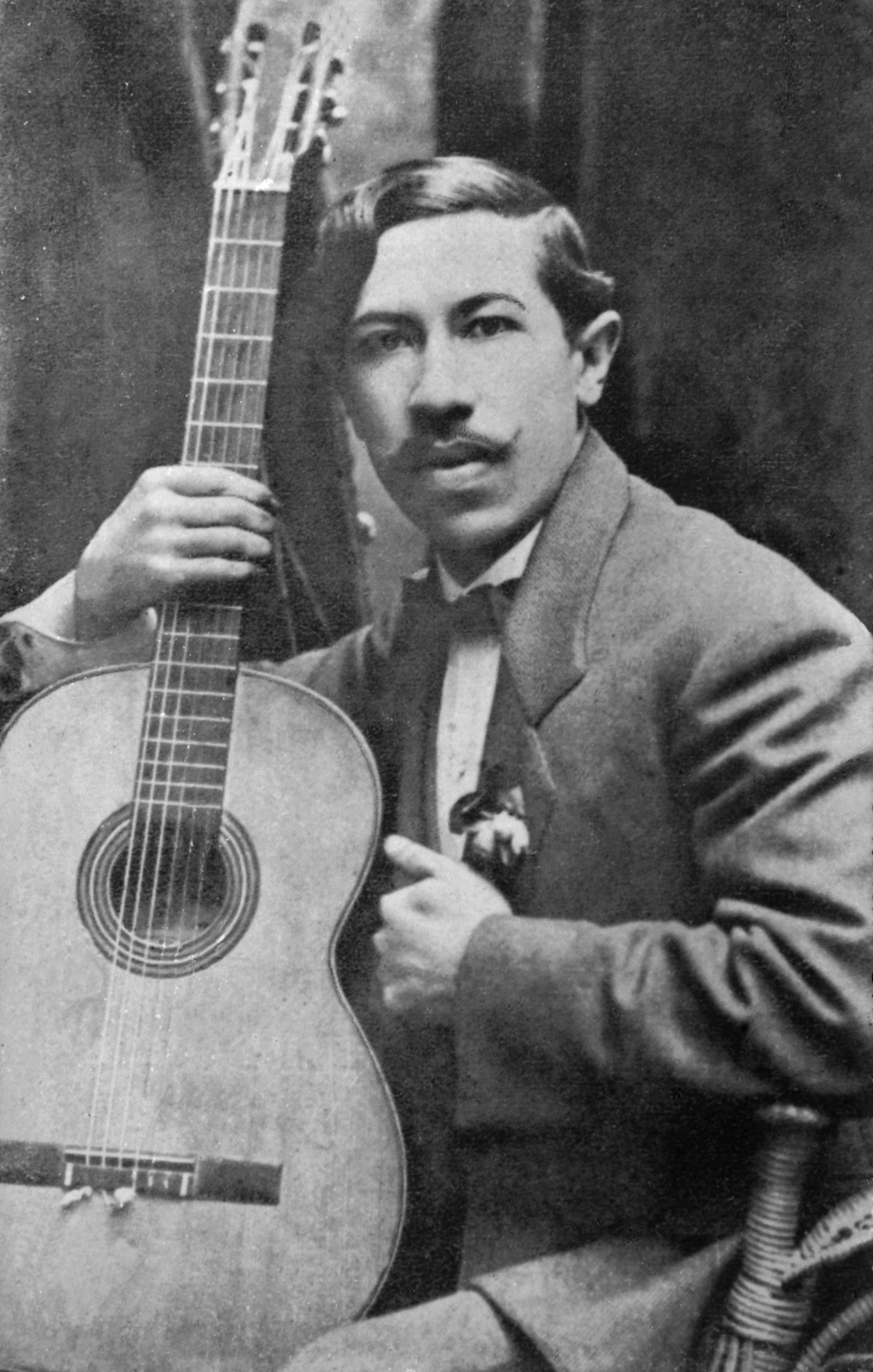
Agustín Pío Barrios

- 1885: Agustín Pío Barrios, músico y compositor paraguayo (f. 1944).
- 1883: Archibald Wavell, militar británico (f. 1950).
- 1893: Farabundo Martí, político revolucionario salvadoreño (f. 1932).
- 1897: Giovanna Berneri, anarquista italiana (f. 1962).
- 1899: Nikolái Vóronov; militar soviético, mariscal jefe de artillería (f. 1968)
- 1900: Hans Schmidt-Isserstedt, director de orquesta alemán (f. 1973)
- 1907: José Padrón, futbolista y anarquista español (f. 1966).
- 1908: Kurt Böhme, bajista alemán (f. 1989).
- 1908: Jacques Massu, militar francés (f. 2002).
- 1911: Andor Lilienthal, ajedrecista húngaro (f. 2010).
- 1913: Lola Lemos, actriz española (f. 2009).
- 1913: Agustín Barboza, cantante y compositor paraguayo (f. 1998).
- 1914: Tyrone Power, actor estadounidense (f. 1958).
- 1915: Alice Faye, actriz estadounidense (f. 1998).
- 1915: Tom Hungerford, escritor australiano (f. 2011).
- 1919: Georgios Papadopoulos, político griego (f. 1999).

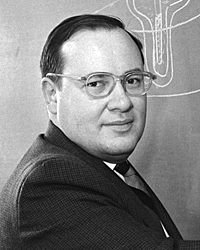
Arthur Leonard Schawlow

- 1921: Arthur Leonard Schawlow, físico estadounidense, Premio Nobel de Física en 1981 (f. 1999).
- 1922: Alexandra Akimova, aviadora militar soviética (f. 2012)
- 1924: Leopoldo Torre Nilsson, cineasta argentino (f. 1978).
- 1924: Salvador Valverde Calvo, autor de radio, teatro y cine argentino (f. 2022).
- 1926: Ann B. Davis, actriz estadounidense (f. 2014).
- 1931: Greg, historietista belga (f. 1999).
- 1931: Isaac Humala, político y abogado peruano.
- 1932: Antonio Agri, violinista, director de orquesta y compositor argentino (f. 1998).
- 1937: Giovan Battista Pirovano, futbolista italiano (f. 2014).
- 1938: Jerzy Skolimowski, cineasta polaco.
- 1940: Lance Henriksen, actor estadounidense.
- 1941: Joaquín Leguina, político y escritor español.
- 1942: María Cristina Gómez, líder comunitaria y maestra salvadoreña (f. 1989).
- 1943: Michael Palin, actor y escritor británico.
- 1943: Raphael, cantante y actor español.
- 1944: Bo Larsson, futbolista sueco.
- 1944: John Rhys-Davies, actor británico.

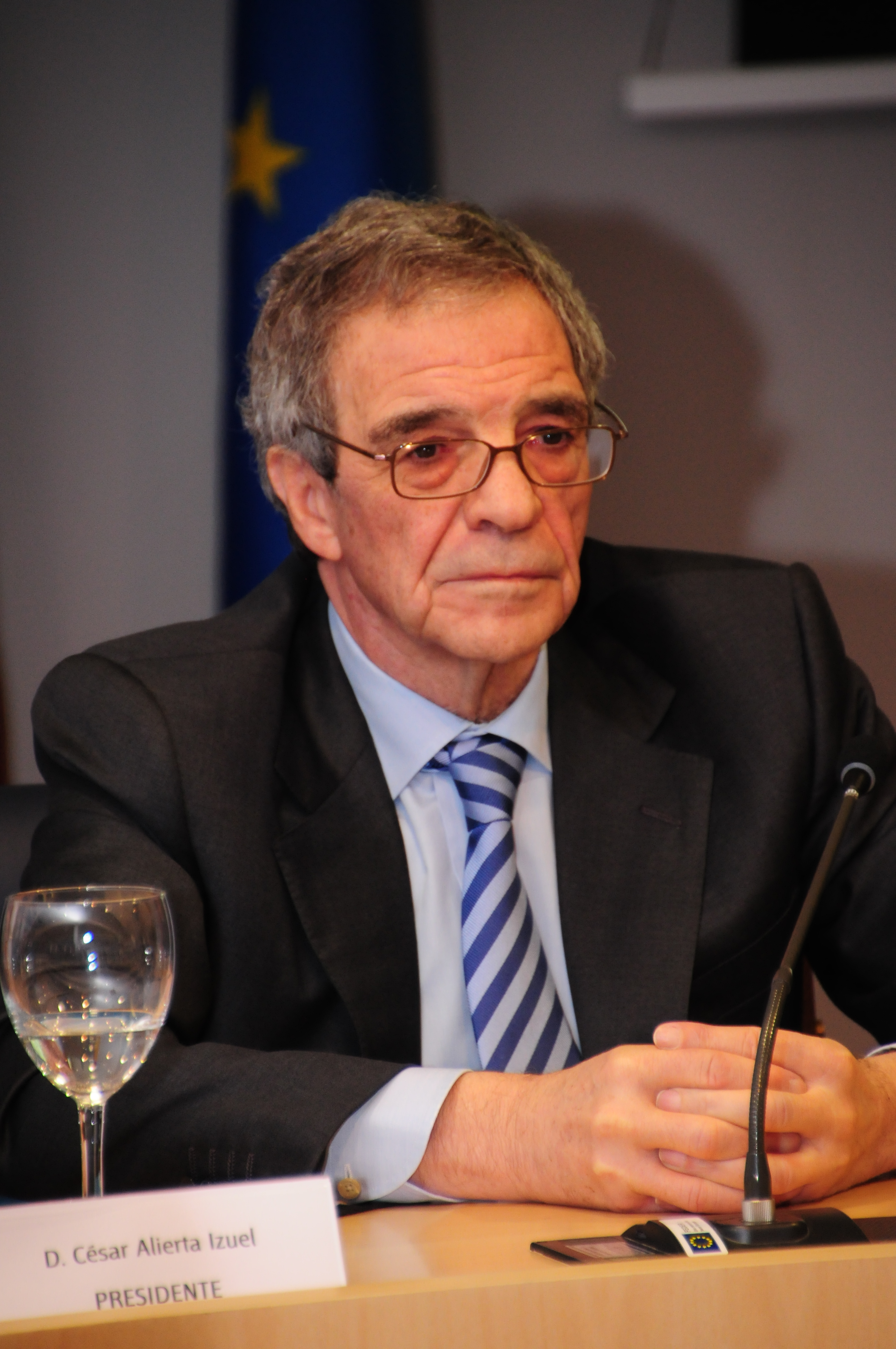
César Alierta

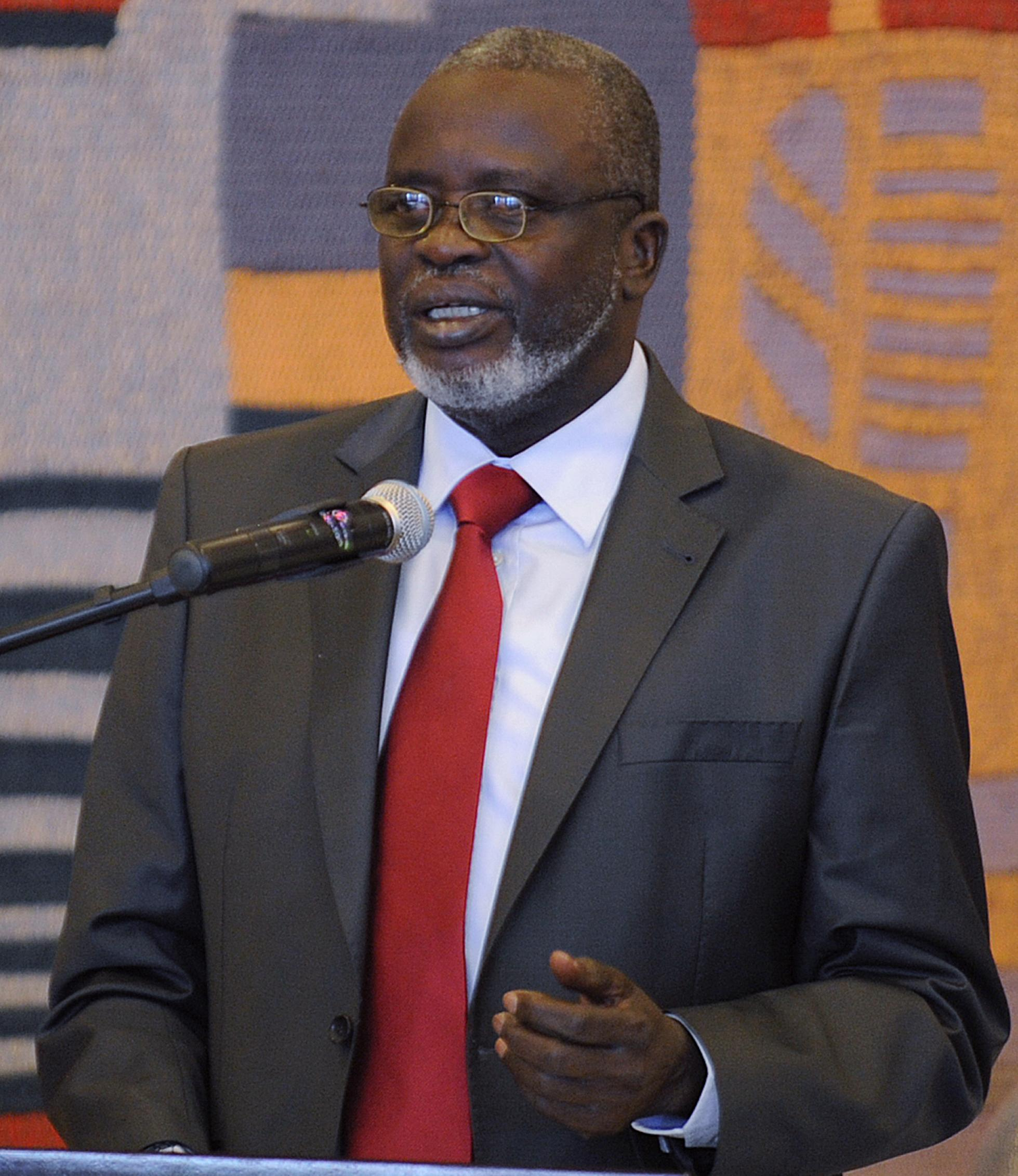
Malam Bacai Sanhá

- 1945: César Alierta, empresario español (f. 2024).
- 1947: Malam Bacai Sanhá, político bissauguineano, dos veces presidente de Guinea-Bisáu: entre 1999-2000 y 2009-2012 (f. 2012).
- 1948: Bill Ward, músico británico.
- 1950: Samir Kassir, periodista y profesor libanés (f. 2005).
- 1950: Leticia Moreira, actriz uruguaya.
- 1951: Ron Arad, diseñador, artista y arquitecto industrial israelí.
- 1953: Orlando Henao Montoya, narcotraficante colombiano (f. 1998).
- 1956: Jean Pierre Noher, actor franco-argentino.
- 1957: Peter Howitt, actor y cineasta inglés.
- 1959: Ian McCulloch, cantante británico.
- 1960: Jorge Quiroga Ramírez, político boliviano, presidente de Bolivia entre 2001 y 2002.

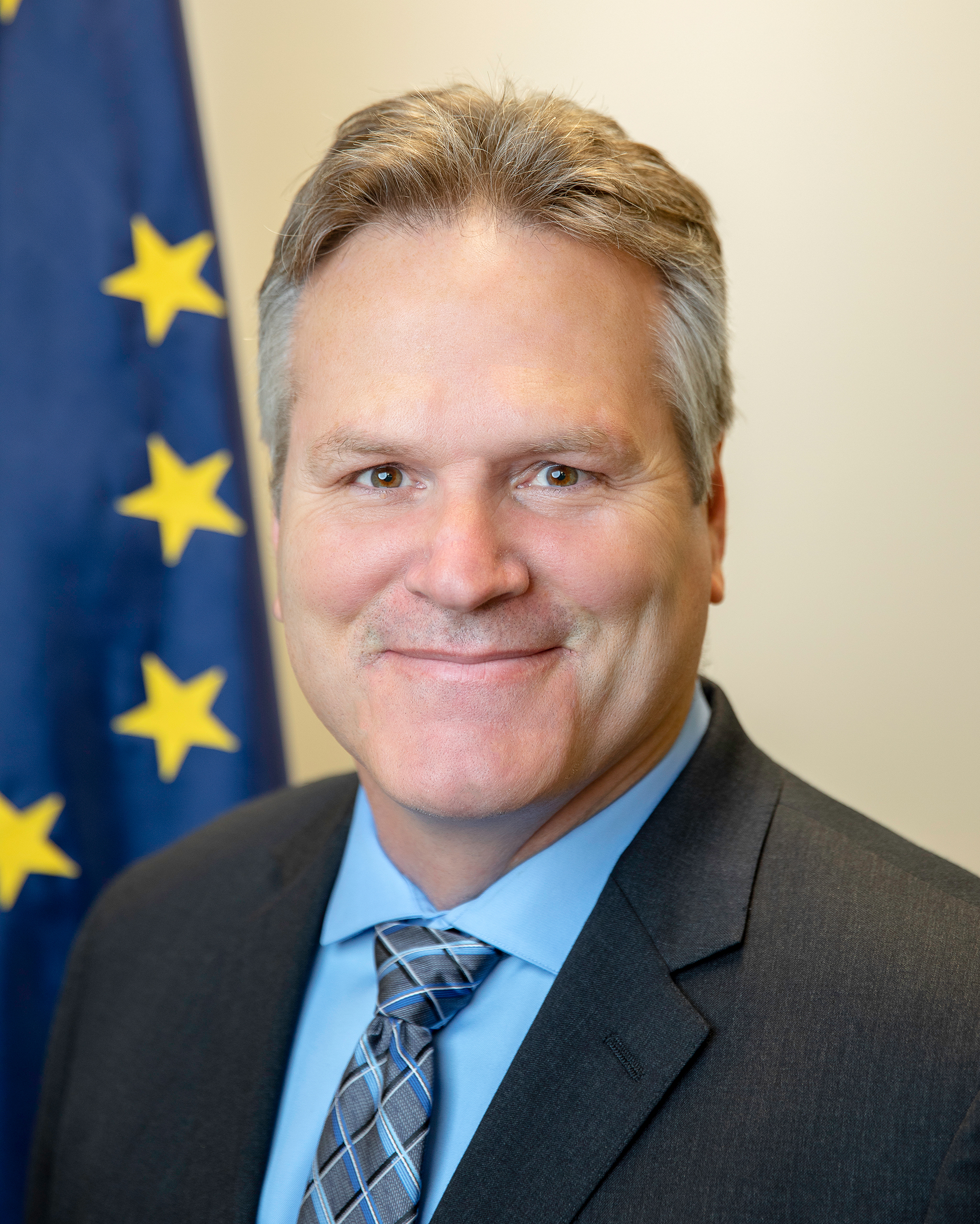
Mike Dunleavy

- 1961: Mike Dunleavy, político y educador estadounidense, Gobernador de Alaska desde 2018.
- 1963: James LaBrie, cantante canadiense.
- 1964: Minami Takayama, actriz y cantante japonesa.

Javier May Rodríguez

- 1966: Shawn Drover, músico canadiense.
- 1966: Salvador Illa, político español.
- 1966: Javier May Rodríguez, político mexicano. Gobernador de Tabasco desde 2024.
- 1967: Takehito Koyasu, actor de voz, cantante y mangaka japonés.
- 1967: Maximiliano Guerra, bailarín argentino.
- 1970: Sviatoslav Shevchuk, arzobispo ruso.
- 1971: Cristian Aldana, músico argentino.
- 1971: Florencia Bonelli, escritora argentina.
- 1972: Devin Townsend, músico y compositor canadiense.
- 1973: David Janer, actor español.
- 1976: Juan Pablo Sorín, futbolista argentino.
- 1978: Santiago Cabrera, actor chileno.
- 1978: Lilian Tintori, activista venezolana.
- 1980: Albert Lopo, futbolista español.
- 1980: Yossi Benayoun, futbolista israelí.
- 1981: Craig David, cantante británico.
- 1981: Mariano González, futbolista argentino.
- 1981: Danielle Fishel, actriz estadounidense.
- 1983: Joan Verdú, futbolista español.
- 1983: Henry Cavill, actor británico.
- 1983: Beatriz Talegón, política española.
- 1984: Andrea Guatelli, futbolista italiano.
- 1985: Emanuele Giaccherini, futbolista italiano.
- 1985: Shōko Nakagawa, cantante, modelo, ilustradora, seiyū y actriz japonesa.
- 1985: Clark Duke, actor estadounidense.
- 1986: Michael Timisela, futbolista neerlandés.
- 1987: Marija Šestić, cantante bosnia.
- 1987: Graham Dorrans, futbolista escocés.
- 1988: Skye Sweetnam, cantante canadiense.
- 1988: Adele, cantante británica.
- 1989: Chris Brown, cantante estadounidense.
- 1989: Larissa Wilson, actriz británica.
- 1989: Francisca Lachapel, actriz y presentadora de televisión dominicana.
- 1989: Sekou Sanogo Junior, futbolista marfileño.
- 1989: Yūto Suzuki, actor de voz japonés.
- 1990: Hannah Jeter, modelo estadounidense.
- 1991: Colin Edwards, futbolista guyanés (f. 2013).
- 1991: Raúl Jiménez, futbolista mexicano.
- 1991: Łukasz Skorupski, futbolista polaco.
- 1992: Danny Ocean, cantante y productor venezolano.
- 1993: Saki Kashima, luchadora japonesa.
- 1994: Adam Zreľák, futbolista eslovaco.
- 1994: Mattia Caldara, futbolista italiano.
- 1997: Bobby Coleman, actor estadounidense.
- 1997: Mustafa Eskihellaç, futbolista turco.
- 1998: Aryna Sabalenka, tenista bielorrusa.
- 1999: Nathan Chen, patinador sobre hielo estadounidense.
- 2003: Kluiverth Aguilar, futbolista peruano.
- 2003: Carlos Alcaraz, tenista español.
- 2004: Xavi, cantante mexico-estadounidense

## Fallecimientos
- 1028: Alfonso V, rey leonés y gallego (n. c. 994).
- 1525: Federico III de Sajonia, elector sajón.
- 1760: Laurence Shirley (39), aristócrata («4.º conde de Ferrers») y político británico-inglés (f. 1760), famoso por ser el último «par» en ser ahorcado, tras ser condenado por el asesinato de su mayordomo.[4]
- 1773: Enrique Flórez, religioso e historiador español (n. 1702).
- 1776: Jean Astruc, médico francés.
- 1786: Pedro III, rey consorte portugués.
- 1804: Antonio José de Cavanilles, botánico y científico español.

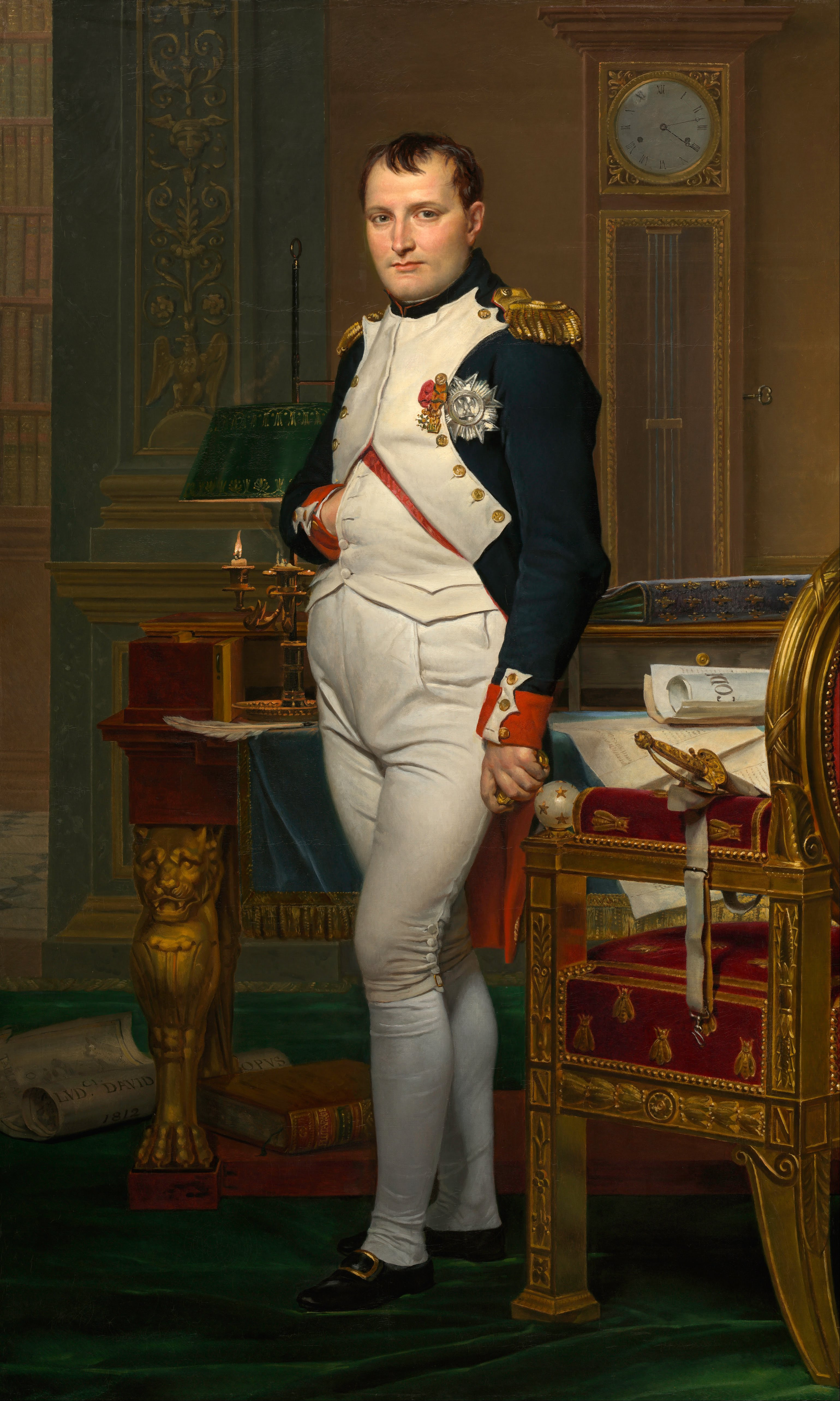
Napoleón Bonaparte

- 1821: Napoleón Bonaparte, militar y emperador francés (n. 1769).
- 1827: Federico Augusto I, rey sajón (n. 1750).
- 1849: Vicente Salvá, gramático, bibliógrafo y editor español (n. 1786).
- 1883: Eva Gonzalès, pintora impresionista francesa.
- 1883: Josiah Henson, activista social estadounidense (n. 1789).
- 1895: Enriqueta Lozano, escritora española (n. 1829).
- 1901: Mariano Ignacio Prado, militar y político peruano, dos veces presidente del Perú: entre 1867-1868 y 1876-1879 (n. 1825).
- 1912: Rafael Pombo, escritor y diplomático colombiano (n. 1833).
- 1921: Alfred Fried, periodista y pacifista austriaco, Premio Nobel de la Paz en 1911.
- 1937: Camillo Berneri, filósofo y anarquista italiano (n. 1897).
- 1939: Eliseo Gómez Serrano (49), maestro y político español (n. 1889), ejecutado por los franquistas.
- 1952: Alberto Savinio, artista italiano.
- 1954: Henri Laurens, escultor francés.
- 1959: Carlos Saavedra Lamas, político y jurista argentino, Premio Nobel de la Paz en 1936 (n. 1878).
- 1961: Maurice Merleau-Ponty, filósofo francés.
- 1972: Josep Samitier, futbolista español.
- 1977: Julián Soler, actor y director de cine mexicano (n. 1907).
- 1977: Ludwig Erhard, economista, político y canciller federal alemán entre 1963 y 1966.
- 1981: Bobby Sands, político y activista norirlandés (n. 1954).
- 1988: Billo Frómeta, director de la orquesta venezolana Billo's Caracas Boys.
- 1989: Jacinto Toryho, periodista anarquista español (n. 1902 o 1911).
- 1990: Walter Bruch, ingeniero electrónico alemán.
- 1990: Reginald Goodall, director de orquesta y músico británico.
- 1992: Jean-Claude Pascal, cantante y actor francés (n. 1927).
- 1992: Alejandro Pietri, arquitecto venezolano.
- 1995: Mijaíl Botvínnik, ajedrecista ruso.
- 1998: Juan Gimeno, ciclista español (n. 1913).
- 2002: Hugo Banzer, militar y político boliviano, dos veces presidente de Bolivia: entre 1971-1978 y 1997-2001 (n. 1926).
- 2002: George Sidney, cineasta estadounidense (n. 1916).
- 2003: Walter Sisulu, político sudafricano (n. 1912).
- 2003: Guillermo Gaviria Correa, ingeniero y político colombiano (n.1962).
- 2003: Gilberto Echeverri Mejía, ingeniero, empresario y político colombiano (n.1936).
- 2007: Theodore Harold Maiman, físico estadounidense (n. 1927).
- 2009: Manuel Capetillo, actor y torero mexicano (n. 1926).
- 2010: Carlos Llano Cifuentes, filósofo español, miembro del Opus Dei (n. 1932).
- 2010: Lucho Barrios, cantante de boleros peruano (n. 1935).
- 2011: Salomón Hakim, médico y científico colombiano (n. 1929).
- 2011: Rolo Puente, actor argentino (n. 1939).
- 2011: Antonio Bernad, artista español (n. 1917).
- 2012: Máximo Pacheco Gómez, jurista y político chileno (n. 1924).
- 2013: Rossella Falk, actriz italiana (n. 1926).
- 2016: Dinorah Castiglioni, médica cirujana y profesora uruguaya (n. 1918).
- 2016: Maurice Sinet,  humorista gráfico y caricaturista político francés (n. 1928).
- 2016: Isao Tomita, tecladista y compositor japonés (n. 1932).
- 2018: José María Íñigo, periodista español y comentarista de Eurovision (n. 1942).
- 2020: Millie Small, cantante jamaiquina (n. 1944).
- 2021: Philipose Mar Chrysostom Mar Thoma, prelado indio (n. 1917).
- 2023: Carlos Arregui, futbolista argentino (n. 1954).
- 2023: Arsenio Iglesias, futbolista y entrenador español (n. 1930).
- 2024: César Luis Menotti, futbolista y entrenador argentino, campeón de la Copa Mundial de la FIFA 1978 (n. 1938).
- 2024: Bernard Hill, actor británico (n. 1944).
- 2025: Luis Galván, futbolista argentino, campeón de la Copa Mundial de la FIFA 1978 (n. 1948).

## Celebraciones
- Día Internacional de la Partera.

- Día Internacional de la Enfermedad Celíaca.

- Día del Patrimonio Mundial Africano.

- Día Mundial de la Lengua Portuguesa.

- Día Mundial de la Higiene de Manos.[5]

- Día Mundial de la Hipertensión Pulmonar.[6]

- Día Mundial del Síndrome del maullido de gato.[7]

 Por países
(Por orden alfabético)
- Argentina: 
  -  Provincia de Buenos Aires: Día del Escritor Bonaerense (conmemorando la desaparición de Haroldo Conti).[8]

- España: 
  - Día de Homenaje a los españoles deportados y fallecidos en Mauthausen y en otros campos y a todas las víctimas del nazismo de España.

- Etiopía: 
  - Día de la Liberación.

- Japón: 
  - Día de los Niños.
Kodomo no hi.

- México: 
  - Cinco de mayo.
Conmemora la batalla de Puebla, en la que mexicanos se enfrentaron a franceses, siendo los primeros los vencedores.

- Países Bajos: 
  - Día de la Liberación.

### Santoral católico
- San Joviniano de Auxerre, lector y mártir (s. III).
- San Eutimio de Alejandría, diácono y mártir (f. 305).
- San Máximo de Jerusalén, obispo (f. 350).
- San Britón de Tréveris, obispo (f. 386).
- San Hilario de Arlés, obispo (f. 449).
- San Nicecio de Vienne, obispo (s. V).
- San Geroncio de Milán, obispo (f. 472).
- San Mauronto de Marchiennes, abad y diácono (f. 702).
- San Sacerdote de Limoges, obispo (s. VIII).
- San Gotardo de Hildesheim, obispo (f. 1038).
- San León de Calabria, eremita (s. XIII).
- San Avertino de Vençay, diácono (f. 1189).
- Santo Ángel de Licata, presbítero y mártir (f. 1225).
- Beato Bienvenido Mareni, religioso (f. 1289).
- San Nuncio Sulpricio (f. 1836).
- Beata Catalina Cittadini, virgen (f. 1857).
- Beato Gregorio Frackowiak, religioso y mártir (f. 1943).